# 木野子
木野子（きのこ）は、千葉県佐倉市の大字。郵便番号285-0801。

## 地理
北は城、東は高崎、南東は宮本、南は神門、南は四街道市亀崎、西は小篠塚に隣接している。

## 世帯数と人口
2017年（平成29年）10月31日現在の世帯数と人口は以下の通りである。
| 大字   | 世帯数 | 人口  |
| ------ | ------ | ----- |
| 木野子 | 71世帯 | 172人 |

## 小・中学校の学区
市立小・中学校に通う場合、学区は以下の通りとなる。
| 地域 | 小学校             | 中学校             |
| ---- | ------------------ | ------------------ |
| 全域 | 佐倉市立根郷小学校 | 佐倉市立南部中学校 |

## 施設
- 木野子公民館
- 諏訪神社
- 木野子公園

## 交通

### 道路
- 東関東自動車道
  - 佐倉インターチェンジ
- 主要地方道
  - 千葉県道65号佐倉印西線